# Sojuz MS-05
Sojuz MS-05 – misja statku Sojuz do Międzynarodowej Stacji Kosmicznej, która dostarczyła połowę jej 52. i 53. stałej załogi. Start odbył się 28 lipca 2017 r., a lądowanie 14 grudnia 2017 r. i była to 134. misja kapsuły z rodziny Sojuz, 51. na MSK.
Lądowanie nastąpiło o 8:37 UTC w Kazachstanie.

## Załoga
Początkowo załogę misji mieli stanowić Rosjanin Fiodor Jurczichin (dowódca), Amerykanin  Jack Fisher i Włoch Paolo Nespoli, kosmonauta Europejskiej Agencji Kosmicznej (ESA). Z kolei do załogi rezerwowej mianowani zostali: Siergiej Riazanski, Norishige Kanai i Randolph Bresnik. Jednak 13 września 2016 roku Roskosmos podjął decyzję o reorganizacji lotów załogowych na ISS. Począwszy od misji Sojuz MS-04 składy części załóg statków Sojuz zostały zmniejszone do dwóch astronautów w celu usprawnienia funkcjonowania rosyjskiej części stacji. Zmiana ma obowiązywać do uruchomienia modułu Nauka, którego dostarczenie przesuwano na koniec 2017 roku i dalej. Do tego czasu zmniejszona zostanie także liczba lotów statku transportowego Progress z 4 do 3 w ciągu roku. Takie ograniczenie w lotach zaopatrzeniowych na ISS zmniejszyło z kolei zdolność do utrzymania na stacji kosmicznej 6-osobowej załogi.
W związku z poczynioną reorganizacją Fiodor Jurczichin i Jack Fisher zostali przeniesieni do podstawowej załogi Sojuza MS-04, a w ich miejsce mianowano członków załogi rezerwowej. Natomiast do załogi rezerwowej przeniesiono astronautów, którzy początkowo zostali mianowani do załogi Sojuza MS-04.

### Podstawowa
- Siergiej Riazanski (2. lot) – dowódca (Rosja, Roskosmos)
- Randolph Bresnik (2. lot) – inżynier pokładowy (USA, NASA)
- Paolo Nespoli (3. lot) – inżynier pokładowy (Włochy, ESA)

### Rezerwowa
- Aleksandr Misurkin (2. lot) – dowódca (Rosja, Roskosmos)
- Mark Vande Hei (1. lot) – inżynier pokładowy (USA, NASA)
- Norishige Kanai (1. lot) – inżynier pokładowy (Japonia, JAXA)

## Galeria

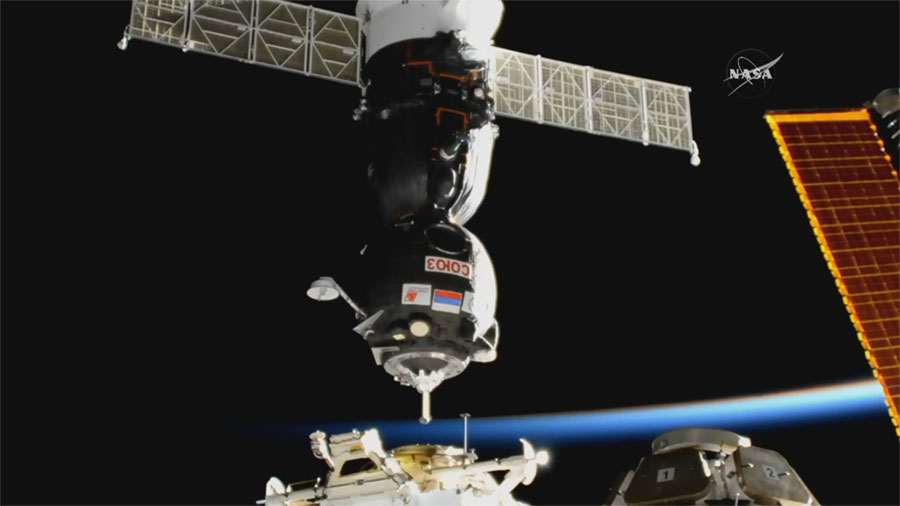
Cumowanie do ISS (28.07.2017)